# 藤原常行
藤原 常行（ふじわら の ときつら）は、平安時代初期から前期にかけての貴族。藤原北家、右大臣・藤原良相の長男。官位は正三位・大納言、贈従二位。西三条右大将と号す。

## 経歴
仁寿3年（853年）蔵人、斉衡元年（854年）右衛門少尉を経て、斉衡2年（855年）従五位下・右衛門佐に叙任。天安元年（857年）周防権守に転任するが、翌天安2年（858年）文徳天皇の崩御後、同い年の従兄弟で太政大臣・藤原良房の養子となっていた基経と共に蔵人頭（兼右近衛権少将）に任ぜられ、これ以降常行は基経と昇進を競っていく事となる。
同年11月の清和天皇即位に伴い従五位上、貞観2年（860年）には正五位下次いで従四位下と急速に昇進する。貞観4年（862年）右近衛権中将、貞観6年（864年）正月には基経と同時に参議に任ぜられ、20代（29歳）で公卿に列す。
貞観8年（866年）常行は基経と同時に、正月に従四位上、3月には正四位下と昇進する。しかし、同年8月に発生した応天門の変の処理に当たった太政大臣・良房が摂政となる反面、常行の父である右大臣・良相は政治的影響力を失ってしまう。この状況の中で基経は12月8日に上位者7人を飛び越えて従三位・中納言に叙任、常行は昇進面で大きく水をあけられる。一方、良相が左近衛大将を辞任した事と引き替えに、12月16日に常行は右近衛大将に任ぜられた。
貞観9年（867年）先任の参議4名（源生・南淵年名・春澄善縄・大江音人）を越えて従三位に昇進し位階で基経に追いつくものの、翌貞観10年（868年）基経は左近衛大将に任ぜられ、常行は近衛府の席次でも基経の後塵を拝してしまう。基経が貞観12年（870年）大納言に昇進すると同時に、常行も中納言に昇進する。
貞観14年（872年）8月に太政大臣・藤原良房が重態に陥る中で太政官の体制変更が行われ、常行は大納言に昇進するが、基経は右大臣として大臣の地位に就く。さらに9月に良房が薨去した際には、基経は猶子として父子の礼で喪に服す等、基経が良房の後継となることが明確になった。この状況の中で、常行は9月末と10月末の二度に亘って辞職の上表を行うが許されなかった。
貞観17年（875年）正月に正三位に昇叙されるものの、結局、昇進面で基経に追いつくことができないまま、同年2月に薨去。享年40。最終官位は大納言正三位兼行右近衛大将陸奥出羽按察使。

## 説話
常行は若い頃、忌夜行日（陰陽道において、百鬼夜行の日である事から、夜の外出を避けるべきとされた日）にもかかわらず、想いを懸けている女の許へ出かけたために、百鬼夜行に出会い鬼に捕らわれそうになる。しかし、常行の乳母が兄弟の阿闍梨に書いてもらった尊勝陀羅尼を常行の服の襟に入れておいたおかげで、鬼は常行を捕らえる事ができず、常行は何とか家に逃げ帰ることができたという。

## 官歴
注記のないものは『六国史』による。
- 仁寿3年（853年） 正月：蔵人[1]
- 仁寿4年（854年） 正月：右衛門少尉[1]
- 時期不詳：正六位上
- 斉衡2年（855年） 正月7日：従五位下。正月15日：右衛門佐
- 天安元年（857年） 9月27日：周防権守
- 天安2年（858年） 10月26日：右近衛権少将、周防権守如元。10月：蔵人頭[1]。11月7日：従五位上
- 貞観2年（860年） 4月25日：正五位下。8月26日：右近衛少将。11月16日：従四位下。11月27日：兼内蔵頭
- 貞観4年（862年） 4月7日：右近衛権中将、止周防権守
- 貞観6年（864年） 正月16日：参議
- 貞観8年（866年） 正月7日：従四位上。正月23日：兼備前権守。3月23日：正四位下。12月16日：兼右近衛大将
- 貞観9年（867年） 3月12日：従三位
- 貞観10年（868年） 正月16日：兼讃岐守
- 貞観12年（870年） 正月13日：中納言。正月26日：右近衛大将如元[1]
- 貞観14年（872年） 8月25日：大納言。8月29日：右近衛大将如元
- 貞観15年（873年） 正月13日：兼陸奥出羽按察使[1]
- 貞観17年（875年） 正月7日：正三位[1]。2月17日：贈従二位

## 系譜
『尊卑分脈』による。
- 父：藤原良相
- 母：大枝乙枝の娘
- 妻：藤原三藤の娘
  - 男子：藤原名継
- 妻：当麻清雄の娘
  - 男子：藤原輔国
- 生母不明の子女
  - 男子：藤原演世
  - 男子：藤原万世